# Анджело, тиран Падуанський
«Анджело, тиран Падуанський» (фр. Angelo, tyran de Padoue) — п'єса французького письменника Віктора Гюго 1835 року. Це історичний твір про подеста Анджело, дія якого відбувається в Падуї на півночі Італії. Це було повернення в театр для Гюго, чия попередня робота «Марія Тюдор» була провальною. 

## Адаптації
П'єса була адаптована у низці різних творів, зокрема:
- «Джураменто», опера 1837 року, написана Саверіо Меркаданте
- «Анджело», опера 1876 року, композитор Цезар Кюї
- «Джоконда», опера 1876 року, композитор Амількаре Понк'єллі
- «Анджело, тиран Падуї», опера 1928 року, композитор Альфред Брюно
- «Падуанський тиран», італійський фільм 1946 року, режисер Макс Нойфельд